# I duellanti (programma televisivo)
I duellanti è stato un talk show televisivo italiano, spin-off del contenitore domenicale L'arena, andato in onda in seconda serata il 6 e 13 luglio 2015 su Rai 1 con la conduzione di Massimo Giletti.
Il titolo del programma è tratto dall'omonimo film del 1977 di Ridley Scott.

## Il programma
Il programma consisteva nella rievocazione con ospiti di grandi e storici scontri verbali tra personaggi dello spettacolo, dello sport e della politica avvenuti in televisione o comunque sotto i riflettori. In ciascuna puntata venivano principalmente instaurati due cosiddetti ''duelli'' (da qui il titolo della trasmissione) ciascuno tra altrettanti due protagonisti di un'accesa discussione del passato, ed aveva come obiettivo di dare a questi una seconda possibilità di confronto e di eventuale riappacificazione.

## Puntate

### Prima puntata
Duelli:
- Aldo Busi vs. Alba Parietti (lite avvenuta durante la trasmissione Alballoscuro, nel 2011)
- Mario Luzzatto Fegiz vs. Mauro Pica Villa (entrambi presenti durante una puntata della trasmissione Speciale per voi, nel 1969)

Ospiti:
- Vladimir Luxuria
- Bruno Vespa (in collegamento)

### Seconda puntata
Duelli:
- Maurizio Gasparri vs. Simona Ventura (lite avvenuta durante la trasmissione Quelli che...il calcio, nel 2001)
- Vittorio Sgarbi (in collegamento) vs. Alessandro Cecchi Paone (lite avvenuta durante la trasmissione Sabato, Domenica &..., nel 2009)

Ospiti:
- Marcello Lippi
- Stefano Domenicali

## Ascolti
| Puntata | Data           | Telespettatori | Share  | Fonte |
| ------- | -------------- | -------------- | ------ | ----- |
| 1       | 6 luglio 2015  | 1.232.000      | 15,15% | [ 1 ] |
| 2       | 13 luglio 2015 | 1.094.000      | 12,50% | [ 2 ] |
|         | Media          | 1.163.000      | 13,82% |       |